# Della Moneta
Della Moneta è un saggio scritto da Ferdinando Galiani, ed è considerato uno dei primi trattati specifici di economia, in particolare di teoria monetaria, precedendo di venticinque anni La ricchezza delle nazioni di Adam Smith.

## Riepilogo
Della Moneta è diviso in cinque sezioni, che coprono quelli che ancora oggi sono considerati gli aspetti standard della teoria monetaria. Questi includono l'origine del denaro, il suo valore (comprese inflazione e deflazione ), gli interessi e la politica monetaria.

## L'origine del denaro
L'autore, all'epoca di soli 23 anni, iniziò con la storia della monetazione italiana, risalendo ai Greci e ai Romani. Scartando la visione contemporanea dell'origine del denaro attraverso contratti centralizzati, Galiani propone che il denaro tenda a sorgere spontaneamente, attraverso la necessità del commercio, anticipando di oltre un secolo la scuola economica austriaca. Descrive una sorta di esperimento mentale, in cui un governo tenterebbe di commerciare o confiscare attraverso le tasse una parte di tutti i beni del regno, finché non scopre che il saccheggio è troppo vario e complesso da gestire, e quindi si rivolgerebbe solo a chiedere l'equivalente commerciale in alcune semplici merci che hanno le caratteristiche considerate utili per il denaro all'epoca, come compattezza, facilità di distribuzione e facilità di immagazzinamento.

## Il valore del denaro
Intrecciata negli altri temi del libro c'è una seconda premessa, che il denaro, e i beni materiali in generale, hanno valore in base alla loro utilità per le persone: una premessa che è stata riscoperta solo con l'esame dell'utilità marginale 120 anni dopo. Tocca persino un'idea moderna che non sarebbe stata nuovamente esaminata a fondo fino alla metà del XX secolo: che il valore del denaro e delle merci possa raggiungere un equilibrio di prezzo, basato su domanda e offerta. Questo potrebbe anche essere il primo esame moderno della domanda e dell'offerta come motore economico.

## Metodologia
In Della Moneta, Galiani tenta di utilizzare la metodologia filosofica nella presentazione e nell'organizzazione del suo libro. Critica anche altri primi testi economici per non averlo fatto. Ad esempio, cita Montesquieu, il cui libro, secondo lui, è stato dannoso per il Regno di Francia, perché commette l'errore è-dovere, contiene un pio desiderio e manca di rigore scientifico.

## Influssi
Galiani sembra essere stato esperto nei complessi dibattiti su come e perché il denaro ha avuto un tale impatto sull'Europa nei due secoli precedenti, causato da incidenti come la rivoluzione dei prezzi in Spagna nel XVI secolo, dove un afflusso di oro saccheggiava dal Nuovo Mondo provocò una drammatica inflazione prima in Spagna, poi in tutta l'Europa, una crisi che continuò in varia misura fino all'incirca all'epoca del libro di Galiani.
Fa menzione, nel libro, di precedenti riflessioni su temi di economia politica di altri, tra cui John Locke e Ludovico Antonio Muratori.

## Impatto
Questo libro è stato ampiamente citato da economisti di diverse scuole di pensiero economico dai tempi di Adam smith in poi, da Karl Marx a Joseph Schumpeter.

## Edizioni
- 1ª edizione: 1751, in Italiano (testo su Wikisource)

### Traduzioni
- On money : a translation of Della moneta (tradotto in inglese da Peter R Toscano), 1977, Ann Arbor, Michigan, University Microfilms International for University of Chicago[4]